# Lewis McGugan
Lewis Shay McGugan (nascido em 25 de outubro de 1988 em Nottingham, England) é um futebolista Inglês profissional que joga como meio-campista pelo Watford. Ele também já representou as Seleções de Base da Inglaterra no Sub-17 e Sub-19. Formado na academia do Nottingham Forest McGugan é conhecido por sua qualidade e habilidade para marcar gols de longo alcance e de cobranças de falta.

## Carreira

### 2006/07
Em 17 de outubro de 2006 McGugan fez sua estréia no Forest no jogo contra o Gillingham já na sua temporada de estréia McGugan marcou dois gols, ambos de bola parada. O primeiro contra o próprio Gillingham de penalty e o segundo de falta contra o Huddersfield Town. Nessa temporada Lewis jogou 14 vezes, 13 pela Championship e 1 pela FA Cup vindo do banco de reservas.

### 2007/08
Embora McGugan perdeu o início da temporada 2007-08, devido a uma lesão, ele foi convocado para a partida frente ao Yeovil Town, na ausência de Neil Lennon. Seu bom  desempenho fez com que Lewis garantisse a vaga de titular, enquanto Lennon permanecia no banco mesmo após seu retorno de sua contusão. McGugan marcou o gol da vitória em um tiro-livre de meia distância no segundo minuto dos acréscimos do jogo, era seu primeiro gol na temporada. Nessa temporada Lewis fez 28 jogos ao total, apenas 9 vindo do banco de reservas, marcando 7 gols na temporada e arrancando elogios do então Manager Colin Calderwood que elogiou ele dissendo depois de umas de suas performances impressionantes "Ele é um jovem jogador com um futuro maravilhoso pela frente". Com as boas atuações fez com que McGugan fosse convocado para Seleção Sub-19 da Inglaterra, além de ter ajudado o Forest a subir para a Championship novamente.

### 2008/09
McGugan começou a campanha com performances razoáveis contra o Reading e Swansea City, antes de uma lesão que o afastou por três semanas no início daquela temporada. Duas semanas depois foi anunciado antes do jogo contra o Burnley que o progresso da lesão de McGugan tinha sido prejudicado por uma ruptura completa do mesmo músculo e que a mesma lesão demoraria mais ou menso seis semanas para o desespero dos fãs Forest e jogadores. McGugan marcou seu primeiro gol no Campeonato e na temporada com uma excelente cobrança de falta contra o QPR em seu retorno de lesão. Ele foi eleito o melhor jogador de 16 que não jogavam a Premier League em Janeiro de 2009 .

### 2009/10
McGugan começou a temporada como reserva, em alguns jogos ele entrava e na maior parte nem saia do banco. Ele marcou seu primeiro gol na temporada nos acréscimos do jogo contra Cardiff City depois de ter saído do banco de suplentes, marcando mais duas vezes só na temporada, contra o Doncaster Rovers e Preston North End.

### 2010/11
McGugan começou a temporada da mesma forma que a anterior, principalmente saindo do banco. Sua primeira partida foi fora de casa contra o Reading e sua primeira partida como titular foi somente na 6ª rodada contra o Preston North End em 14 de Setembro, onde McGugan marcou duas vezes na vitória por 2-1. Em 25 de Setembro, McGugan marcou mais duas vezes contra o Swansea City, sendo eleito pela segunda vez na temporada o "Man of the Match" e voltando a ser titular da equipe. Depois disso, ele marcou mais 13 vezes no Campeonato e foi eleito mais 7 vezes como o "Man of the Match". Ele terminou a temporada como artilheiro do clube.

### 2011/12
McGugan marcou seu primeiro gol da temporada, em uma partida da Copa da Liga contra o Notts County. Até agora ele jogou nove vezes e marcou três gols.